# Phrynobatrachus accraensis
Phrynobatrachus accraensis és una espècie de granota que viu a Burkina Faso, Camerun, Costa d'Ivori, Gàmbia, Ghana, Guinea, Libèria, Mali, Nigèria, Senegal, Sierra Leone, Togo i, possiblement també, a Benín, Guinea Bissau i Níger.